# Kistuskäidi
Kistuskäidi är en kulle i Finland. Den ligger i Utsjoki kommun i landskapet Lappland, i den norra delen av landet, 1 100 km norr om huvudstaden Helsingfors. Toppen på Kistuskäidi är 451 meter över havet. Kistuskäidi ingår i Paistunturit.
Terrängen runt Kistuskäidi är kuperad åt nordväst, men åt sydost är den platt.  Trakten runt Kistuskäidi är nära nog obefolkad, med mindre än två invånare per kvadratkilometer. Närmaste större samhälle är Utsjoki by, 18,3 km öster om Kistuskäidi. Omgivningarna runt Kistuskäidi är i huvudsak ett öppet busklandskap.